# باري ألميدا
باري ألميدا (بالإنجليزية: Barry Almeida)‏ هو لاعب هوكي الجليد أمريكي، ولد في 20 نوفمبر 1988 في لونغميدو في الولايات المتحدة.

## وصلات خارجية
- باري ألميدا على موقع دوري الهوكي الوطني (الإنجليزية)
- باري ألميدا على موقع EliteProspects.com (الإنجليزية)
- باري ألميدا على موقع HockeyDB.com (الإنجليزية)